# Вербания
Верба̀ния (на италиански: Verbania) е град и община в Северна Италия, административен център на провинция Вербано-Кузио-Осола в регион Пиемонт. Разположен е на 197 m надморска височина на северния брега на езерото Лаго Маджоре. Населението на общината е 31 115 души (към 30 април 2010). Градът се състои от два квартала с големина на градове, Интра и Паланца.